# 우주에서 온 X
우주에서 온 X(宇宙大怪獣ギララ, The X From Outer Space)는 일본에서 제작된 니혼마츠 카즈이 감독의 1967년 공포, SF 영화이다. 오카다 에이지 등이 주연으로 출연하였다.

## 출연

### 주연
- 오카다 에이지
- 와자키 토시야

### 조연
- 하라다 이토코
- 페기 닐
- 프란즈 그루버
- 마이크 대닌
- 야나기사와 신이치
- 소노이 케이스케
- 후지오카 히로시
- 키타 류지
- 호즈미 타카노부
- 와타나베 토시유키
- 하마다 토라히코
- 카즈사키 토시나리
- 소노다 켄지